# 宇羽野明子
宇羽野 明子（うばの あきこ）は、日本の政治学史学者。大阪公立大学教授。

## 来歴
福岡県生まれ。大阪市立大学大学院法学研究科後期博士課程単位取得退学。2004年大阪市立大学法学研究科助教授、2016年同教授。

## 著書

### 単書
- 『政治的寛容』有斐閣、2014年3月、ISBN 9784641149083

### 共著
- （バーク・ピーター、小笠原弘親）『モンテーニュ』晃洋書房、2001年1月、ISBN 9784771012318